# Satomura Jōha

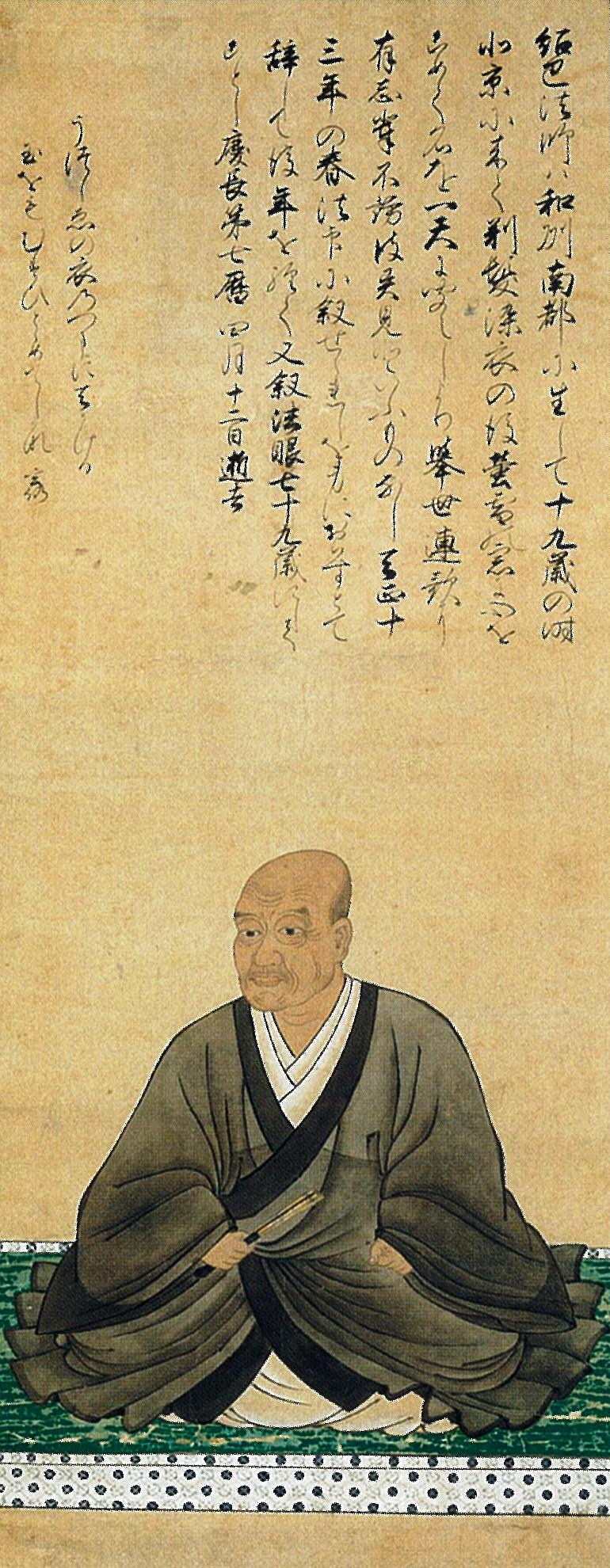
Satomura Jōha

Satomura Jōha (japanisch 里村 紹巴; geboren 1525; gestorben 2. Juni 1602) war im späten 16. Jahrhundert der bedeutendste japanische Dichter von Renga, von Kettengedichten.

## Leben und Wirken
Satomura Jōha wurde im Alter von 12 Novize im Tempelkloster Kōfuku-ji in Nara und begann bald darauf mit dem Studium der Renga (連歌), also von Kettengedichten. Den Namen Jōha führte er seit 1545. Er begleitete den Renga-Meister Shūkei (周桂; 1470–1544) nach Kyōto. Nach Shūkeis Tod wurde er Schüler von Satomura Shōkyū (里村 昌休) und änderte seinen Namen von Matsumura zu Satomura als sein Lehrer Shōkyū 1552 starb. Waka (和歌) und Klassiker lernte er von dem Dichter Sanjonishi Kin’eda (三条西 公条; 1487–1563).
Nachdem der Dichter Tani Sōyō (谷 宗養; geb. 1526) 1564 starb, wurde Jōha zu einer führenden Persönlichkeit in der Welt des Renga. Während er seine Freundschaft mit den Adeligen Konoe Tane’ie (近衛 稙家; 1502–1566), Miyoshi Nagayoshi (三好 長慶, 1522–1564) und Hosokawa Fujitaka (1534–1610) und anderen vertiefte, gewann er das Vertrauen von Akechi Mitsuhide und Toyotomi Hideyoshi. „Atago Hyakuin“ (愛宕百韻) für Mitsuhide und „Hashiba Senku“ (羽柴千句), ein Gebet für den Sieg bei Hideyoshis Angriff auf die Mori (毛利), sind bekannt. 1595 wurde er in den Fall von Toyotomi Hidetsugu verwickelt, aber später begnadigt, starb jedoch enttäuscht.
Jōha war ein schwieriger und akribischer Mensch, der in turbulenten Zeiten gelebt hat. Sein Schüler Matsunaga Sadanori (松永 貞徳; 1571–1654) beschrieb ihn als „ehrlich und aufrichtig“ und „einen Mann von großer Stärke und Geist“. Er schrieb eine Anekdote darüber, wie Jōha von Oda Nobunaga für den Diebstahl eines kreuzschneidenden Schwertes (辻切りの刀, Tsujikiri no katana) gelobt wurde. Er war der Verfasser verschiedener einflussreicher Handbücher und kritischen Beiträgen zu Verbundenen Versen. Seine wichtigsten Werke sind „Renga shihō shō“ (連歌至宝抄) – „Auswahl der höchsten Renga-Schätze“, „Renga Kyōjun“ (連歌教訓) – „Unterweisung in Renga“ und der Reisebericht „Jōha Fujimi dōki“ (紹巴富士見道記) –„Jōha sieht den Fuji, ein Reisebericht“.